# John Sydney Fine
John Sydney Fine (* 10. April 1893 in Nanticoke, Luzerne County, Pennsylvania; † 21. Mai 1978) war ein US-amerikanischer Politiker und von 1951 bis 1955 der 37. Gouverneur des Bundesstaates Pennsylvania.

## Frühe Jahre
In früher Jugend arbeitete der junge John bereits auf einer Farm mit. Nach dem Besuch der Nanticoke Highschool studierte er an der Dickinson School of Law Jura. Nach seinem erfolgreichen Examen und seiner im Jahr 1914 erfolgten Zulassung als Rechtsanwalt begann er in Wilkes-Barre in seinem neuen Beruf zu praktizieren. Im Mai 1917, einen Monat nach dem Eintritt der Vereinigten Staaten in den Ersten Weltkrieg, trat Fine in die US-Armee ein. Anfang 1919 war er in Irland stationiert. Dort nutzte er die Zeit, um an der Universität Dublin seine Kenntnisse zu vervollständigen. Nach seiner Heimkehr setzte er seine Anwaltstätigkeit fort. Später war er Teilhaber der Kanzlei Coughlin and Fine.

## Politischer Aufstieg
John Fine war Mitglied der Republikaner. Zwischen 1916 und 1920 war er, mit Ausnahme seiner Militärzeit, Bezirksvorsitzender seiner Partei. Bis 1923 übte er weitere lokale Parteiämter aus. Im Jahr 1927 begann eine 23-jährige Laufbahn als Richter. In diesem Jahr ernannte ihn Gouverneur Gifford Pinchot zum Richter am Berufungsgericht im Luzerne County. Dieses Amt behielt er bis 1947. Dann wurde er von Gouverneur James H. Duff an das Obergericht von Pennsylvania (Superior Court) berufen. Dort verblieb er bis zum 1. März 1950. Ab diesem Zeitpunkt konzentrierte er sich auf seine Kandidatur für das Amt des Gouverneurs. Diese wurde von Gouverneur Duff unterstützt, der zeitgleich für den US-Senat kandidierte. Innerhalb der Partei war seine Kandidatur aber nicht unumstritten und so kam es zu einer spannenden Vorwahl, bei der sich Fine durchsetzte. Nach seiner Nominierung durch seine Partei, konnte er auch die eigentlichen Wahlen gegen den demokratischen Bürgermeister von Philadelphia, Richardson Dilworth, gewinnen.

## Gouverneur von Pennsylvania
John Fine trat seine vierjährige Amtszeit am 16. Januar 1951 an. Seine Amtseinführung war die erste im Fernsehen übertragene Amtseinführung eines Gouverneurs von Pennsylvania. Im April 1951 starb seine Frau Helene, mit der er zwei Kinder hatte. Damit war er nach Simon Snyder erst der zweite Witwer im Amt des Gouverneurs. Zu Beginn seiner Amtszeit befand sich die Wirtschaft in einer Rezession. Die Arbeitslosenzahl hatte sich innerhalb von zwei Jahren verdoppelt. Zur Finanzierung des Haushalts musste der Gouverneur eine einprozentige Mehrwertsteuer einführen. Ein anderer Punkt seiner Regierung war die Reform der Verwaltung; insbesondere das Gesundheitsministerium wurde neu organisiert. Auf dem Gebiet der Schulpolitik mussten aufgrund des „Baby Booms“ nach dem Zweiten Weltkrieg mehr Lehrer beschäftigt und mehr Schulen gebaut werden. Allerdings blieben auf diesem Gebiet noch viele Probleme ungelöst. Es gab auch weiterhin große Schulklassen und zu wenige Lehrer. Gouverneur Fine engagierte sich auch für den Umweltschutz.
In Fines Amtszeit wurde ein Adoptionsgesetz verabschiedet. Auch eine Gefängnisreform wurde in Angriff genommen und das Autobahnnetz erweitert. Fine war ein Anhänger von Joseph McCarthy und unterstützte dessen Komitee für unamerikanische Umtriebe. Auf der anderen Seite war er für die Rassengleichheit. Afroamerikaner durften ab seiner Amtszeit bei der Staatspolizei und in der Nationalgarde beschäftigt werden. In Shippingport entstand im Jahr 1954 das bundesweit erste Atomkraftwerk. Im Jahr 1952 war Fine Delegationsleiter der republikanischen Vertreter aus Pennsylvania auf der Republican National Convention in Chicago. Dort hinterließ er einen unglücklichen Eindruck, als sich seine Delegation nicht auf einen Kandidaten einigen konnte.

## Weiterer Lebensweg
Nach dem Ende seiner Amtszeit im Januar 1955 wurde er wieder als Anwalt tätig. Er lebte auf einer Farm im Luzerne County. Zusammen mit seinem Schwager war er auch am Kohlebergbau und der Bauindustrie beteiligt. Im Jahr 1957 versuchte er vergeblich, noch einmal Richter im Luzerne County zu werden.